# 谷身知子
谷 身知子（たに みちこ、1951年3月10日 - ）は、日本の女優。結婚前の本名は小谷 明子（こたに あきこ）、デビュー時の芸名は邦 かほり（くに かおり）であった。

## 人物・来歴

### 姉妹の女優
1951年（昭和26年）3月10日、東京都世田谷区烏山町（現在の同区烏山）に生まれる。父は戦前に日活大将軍撮影所の小道具係であり、戦後も東映東京撮影所や連合映画撮影所で装飾部として活動した小谷春勇（小谷春男）、2歳上の姉が女優からのちに映画監督に転身した珠瑠美（1949年 - ）である。
1966年（昭和41年）4月、青葉学園高等学校（1988年廃止）に進学する。姉の珠瑠美は、すでに前年の1965年（昭和40年）9月に『裸女山脈』（監督川合茂貴）に主演して映画界にデビューしていた。『日本映画俳優全集・女優編』等には、高校卒業後に家事手伝いをしていたところ、1970年（昭和45年）にスカウトされて邦 かほりの名でデビューした旨の記述があるが、東京国立近代美術館フィルムセンターの所蔵作品詳細によれば、同校に在学中の1968年（昭和43年）に公開された美矢かほるの主演作『人生㊙劇場 壺あらそい』（監督小川欽也）に出演した旨、「邦かほり」名義でのクレジットがある。1969年（昭和44年）3月、同校を卒業、同年5月には姉の珠瑠美が主演した『情事のあと始末』（監督酒匂真直）、同年6月には同じく『競艶おんな極道 色道二十八人衆』（監督武田有生）、同年8月には二条朱美主演の『女肉 狂い責め』（監督武田有生）、辰巳典子主演の『女の舌』（監督酒匂真直）に「邦かほり」の名で出演、同月、『濡れた秘事 女高生体験記』（監督武田有生）で主演を果たしている。『日本映画発達史』の田中純一郎は、同書のなかで黎明期の成人映画界のおもな出演者として、扇町京子、橘桂子、城山路子（光岡早苗と同一人物）、内田高子、香取環、新高恵子、松井康子、西朱実、朝日陽子、火鳥こずえ、華村明子、森美沙、湯川美沙、光岡早苗、路加奈子、有川二郎、里見孝二、川部修詩、佐伯秀男の名を挙げているが、邦かほりあるいは谷身知子についての言及はない。1966年デビューの一星ケミ（1947年 - ）や祝真理（1948年 - ）、1967年（昭和42年）デビューの辰巳典子（1947年 - ）や白川和子（1947年 - ）、谷ナオミ（1948年 - ）、青山リマ（1949年 - ）、真湖道代（1949年 - ）、あるいは同じ1968年デビューのハニー・レーヌ（1952年 - ）や芦川絵里（1949年 - ）ら同様、戦後生まれの第二世代に属する。
「邦かほり」名義で出演したのは、1970年3月に公開された『残酷色情絵図』（監督武田有生）までであり、同年5月に公開された『肉体ハイジャック 殺しの前の快楽』（監督梅沢薫）をもって、谷 身知子に改名した。同年、珠瑠美とともに、姉妹で木俣堯喬のプロダクション鷹専属になる。水城リカ（1943年 - ）、あるいは芦川絵里らとともに木俣堯喬の門下生として育てられた。姉と多く共演作したが、当時、同社は若松プロダクションと提携しており、同年8月に公開された足立正生の監督作『叛女・夢幻地獄』では、脚本家・映画監督の大和屋竺とともに主演している。1971年（昭和46年）11月、老舗であり大手五社の一社であった日活が成人映画路線に全面的に舵を切り、「日活ロマンポルノ」（1971年 - 1988年）を開始するが、当初、谷がこれに出演することはなかった。1972年（昭和47年）5月10日に公開されたプリマ企画製作による『私のよわいとこ?』（監督秋山駿）に主演、これが谷が出演した映画の中で、唯一の日活配給作品である。同年中に製作され、1973年（昭和48年）1月に公開された『日本性風俗史 淫ら絵巻』（監督木俣堯喬・和泉聖治）が最後の出演作になった。
満27歳になる1978年（昭和53年）、アメリカ人のリチャード・キンティンと結婚、アメリカに移住する。キンティンとの間に3子がいる。その後、姉の珠瑠美は木俣堯喬と結婚、プロダクション鷹の取締役に就任している。以降の消息は知られておらず、存命であれば2014年（平成26年）には満63歳である。

### 再評価
2010年（平成22年）6月19日 - 同年7月9日にシネマヴェーラ渋谷で行なわれた「足立正生の宇宙」の特集上映で、主演作『叛女・夢幻地獄』がデジベ版素材で上映された。2011年（平成23年）5月14日 - 同年7月15日にラピュタ阿佐ヶ谷で行なわれた「60年代まぼろしの官能女優たち PART II」特集上映で、「邦かほり」名義での出演作『情欲の鞭』（監督武田有生）が16mmフィルム版上映用プリントで上映された。

## フィルモグラフィ
クレジットはすべて「出演」である。東京国立近代美術館フィルムセンター（NFC）等の所蔵・現存状況についても記す。
- 『人生㊙劇場 壺あらそい』 : 監督小川欽也、脚本団鬼六、助監督今井敏夫、主演美矢かほる、製作・配給MAGプロモーション、1968年公開（成人映画・映倫番号 不明） - 「邦かほり」名義で出演、72分の上映用プリントをNFCが所蔵[6]
- 『情事のあと始末』 : 監督酒匂真直、主演珠瑠美、製作・配給六邦映画、1969年5月公開（成人映画・映倫番号 15875） - 「邦かほり」名義で出演
- 『競艶おんな極道 色道二十八人衆』（『色道二十八人衆』[7]） : 企画・監督武田有生、主演珠瑠美・林美樹、製作・配給六邦映画、1969年6月公開（成人映画・映倫番号 15919） - 「邦かほり」名義で出演
- 『女肉 狂い責め』 : 監督武田有生、主演二条朱美、製作・配給大蔵映画、1969年7月15日審査・同年8月5日公開（成人映画・映倫番号 15988） - 「邦かほり」名義で出演
- 『女の舌』 : 監督酒匂真直、脚本原良輔、主演辰巳典子、製作・配給関東映配、1969年8月5日審査・公開（成人映画・映倫番号 不明） - 「邦かほり」名義で出演
- 『濡れた秘事 女高生体験記』（『女高生体験記 濡れた秘事』） : 監督武田有生、共演高鳥和子・祝真理、製作・配給六邦映画、1969年8月18日審査・公開（成人映画・映倫番号 不明） - 「邦かほり」名義で主演
- 『情欲の鞭』 : 監督武田有生、主演柏原洋子・火鳥こずえ、撮影船橋登、製作北都プロダクション、配給葵映画、1969年9月20日審査・同年10月公開（成人映画・映倫番号 不明） - 「邦かほり」名義で出演、60分の16mmフィルム版上映用プリントが現存[22]
- 『肉欲の抜穴』[7][9]（『肉欲の抜け穴』[11]） : 監督鹿島洋、共演珠瑠美・星リカ、製作・配給大蔵映画、1969年11月18日審査・12月9日公開（成人映画・映倫番号 16010） - 「邦かほり」名義で主演

- 『性の売買』 : 監督葉山隣、主演珠瑠美、製作大川プロダクション、配給大蔵映画、1969年12月18日審査・1970年1月公開（成人映画・映倫番号 16204） - 「邦かほり」名義で出演
- 『初めての陶酔』 : 監督武田有生、主演珠瑠美、製作並木プロダクション、1969年12月30日審査・1970年1月公開（成人映画・映倫番号 不明） - 「邦かほり」名義で出演
- 『濡れた痴図』（『濡れた痴園』[9]） : 監督武田有生、製作・配給六邦映画、1970年1月13日審査・公開（成人映画・映倫番号 不明） - 「邦かほり」名義で出演
- 『残酷色情絵図』 : 監督武田有生、脚本中原圭司、主演珠瑠美、製作中央映画、配給葵映画、1970年2月16日審査・同年3月公開（成人映画・映倫番号 不明） - 「邦かほり」名義で出演
- 『肉体ハイジャック 殺しの前の快楽』 : 製作馬場内弘、監督梅沢薫、撮影久我剛、脚本・主演山本昌平、製作・配給日本シネマ、1970年6月23日審査・公開（5月公開とも[9]、成人映画・映倫番号 16423） - 出演、73分の上映用プリントをNFCが所蔵[6]
- 『現代姦通伝』[6] : 製作馬場内弘、監督梅沢薫、主演辰巳典子、製作・配給日本シネマ、1970年7月31日審査・8月公開（成人映画・映倫番号 不明） - 出演、72分の上映用プリントをNFCが所蔵[6]
- 『娼婦激情の宿』 : 監督秋山駿、撮影久我剛、主演瀬川ルミ、製作・配給葵映画、1970年8月17日審査・公開（成人映画・映倫番号 不明）
- 『叛女・夢幻地獄』[9]（『夢幻地獄』[7]） : 製作朝倉大介、企画若松孝二、監督足立正生、脚本出口出、共演天野照子・大和屋竺、製作若松プロダクション、配給国映、1970年7月1日審査・8月公開（成人映画・映倫番号 16380） - 主演・「鈴木よしえ」役、デジベ版上映素材が現存[20][21]。
- 『暴漢地帯』[6]（『暴行地帯』[9]） : 製作馬場内弘、監督梅沢薫、撮影久我剛、主演港雄一・川村冬子、製作・配給日本シネマ、1970年11月公開（成人映画・映倫番号 16582） - 出演、68分の上映用プリントをNFCが所蔵[6]
- 『処女性交換』 : 企画・監督・脚本木俣堯喬、主演香取環、製作プロダクション鷹、配給大蔵映画、1970年11月4日審査・12月1日公開（成人映画・映倫番号 16568）
- 『赤線団地夫人』 : 製作馬場内弘、監督佐々木元、共演千原和歌子、製作・配給日本シネマ、1970年12月8日審査・公開[7][9]（1971年とも[6]、成人映画・映倫番号 16607） - 主演、71分の上映用プリントをNFCが所蔵[6]

- 『邪淫の抱擁』[7][11]（『蛇淫の抱擁』[9]） : 企画・監督・脚本木俣堯喬、主演香取環、製作プロダクション鷹、配給大蔵映画、1971年2月2日公開（成人映画・映倫番号 不明）
- 『好色痴女』 : 企画・監督・脚本木俣堯喬、主演珠瑠美、製作プロダクション鷹、配給大蔵映画、1971年1月6日審査・3月2日公開（成人映画・映倫番号 16603）
- 『現代寝わざくらべ』 : 監督新藤孝衛、製作青年芸術映画協会、配給関東ムービー配給社、1971年2月15日審査・3月公開（成人映画・映倫番号 16690） - 主演
- 『幼な妻㊙性生活』（『幼な妻㊙性と生活』[4]） : 企画・監督・脚本木俣堯喬、主演珠瑠美、製作プロダクション鷹、配給ミリオンフィルム、1971年5月15日審査・36月公開（成人映画・映倫番号 16772）
- 『女子大生 性の成熟』 : 監督新船澄孝、主演川村冬子、製作青年芸術映画協会、配給大蔵映画、1971年6月15日審査・7月公開（成人映画・映倫番号 不明）
- 『禁じられた愛撫』 : 企画・監督・脚本木俣堯喬、主演珠瑠美、製作プロダクション鷹、配給ミリオンフィルム、1971年7月28日審査・8月公開（成人映画・映倫番号 16841）
- 『セックス・セールス』 : 監督沢賢介、主演真湖道代、製作関東ムービー配給社、配給大蔵映画、1971年8月9日審査・9月公開（成人映画・映倫番号 16886）
- 『肉の取り引き はめ手』[9]（『肉の取引きはめ手』[7]） : 企画・監督・脚本木俣堯喬、共演港雄一・瀬川ルミ、製作関東映配、配給OP映画、1971年9月公開（成人映画・映倫番号 不明） - 主演
- 『エロだらけの一生』[7][9]（『エロだらけの人生』[11]） : 監督秋山駿、主演久保新二・小島マリ、製作21世紀プロダクション、配給ワールド映画、1971年11月2日審査・公開（成人映画・映倫番号 16978） - 主演

- 『性愛会議』 : 企画・監督・脚本木俣堯喬、主演珠瑠美、製作・配給ミリオンフィルム、1972年2月公開（成人映画・映倫番号 16976）
- 『㊙ナイトクラブの女高生』 : 製作原田博幸、企画・監督新船澄孝、助監督中川亘、共演杉村久美・桜マミ、製作青年芸術映画協会・関東ムービー配給社、配給大蔵映画、1971年12月18日審査・1972年2月公開（成人映画・映倫番号 17063） - 主演・「上野鈴子」役
- 『女は夜の匂い』 : 監督小田切三郎、主演珠瑠美、製作プロダクション鷹、配給ミリオンフィルム、1972年4月5日審査・公開（成人映画・映倫番号 17109）
- 『私のよわいとこ?』[10]（わたいのよわいとこ?[10]、『私の弱いところ』） : 監督秋山駿、脚本原良輔、共演津崎公平・小島マリ、製作プリマ企画、配給日活、1972年4月17日審査[4]・5月10日公開（成人映画・映倫番号 不明） - 主演
- 『欲情家族』 : 監督中村幻児、製作・配給ミリオンフィルム、1972年8月公開（成人映画・映倫番号 17289）
- 『女体交換』[7][9]（『オールカラー 女体交換』[11]） : 企画・監督・脚本木俣堯喬、主演珠瑠美、製作・配給大蔵映画、1972年11月公開（10月公開とも、成人映画・映倫番号 17316）
- 『変質者』 : 監督和泉聖治、製作・配給ミリオンフィルム、1972年11月公開（成人映画・映倫番号 17760） - 主演
- 『夜の沖縄 ポルノ狩り』[7][9]（『オールカラー 夜の沖縄ポルノ狩り[11]』） : 監督沢賢介、共演真湖道代・三条セリ、製作関東ムービー配給社、配給OP映画配給、1972年10月公開（成人映画・映倫番号 17359） - 主演
- 『日本性風俗史 淫ら絵巻』[6]（『日本風俗史 淫ら絵巻』[7][9]） : 監督・脚本木俣堯喬、共同監督和泉聖治、主演珠瑠美、製作プロダクション鷹、配給ミリオンフィルム、1973年1月公開（1972年とも[6]、成人映画・映倫番号 不明） - 出演、77分の上映用プリントをNFCが所蔵[6]

## ビブリオグラフィ
国立国会図書館蔵書等にみる書誌である。
- 「グラビア」邦かほり : 『成人映画』第46号所収、現代工房、1969年11月1日発行
- 「グラビア」邦かほり : 『成人映画』第49号所収、現代工房、1970年2月1日発行
- 「グラビア」谷身知子 : 『スパークSM』2号、清風書房、1972年2月1日発行
- 「谷身知子の性告白」 : 『映画エロチカ封切館PINKY』2月号所収、東京三世社、1972年2月発行
- 「新・魅力探険」谷身知子 : 『成人映画』第78号所収、現代工房、1972年7月1日発行
- 「二度と脱がない女優達」高見由紀・一星ケミ・谷身知子・瀬川ルミ : 『映画エロトピア'75 CINEMA SPOT』4月特別号所収、サン出版、1975年4月発行